# Soupçons (film, 2011)
Pour les articles homonymes, voir Soupçon.
Pour plus de détails, voir Fiche technique et Distribution.
 Soupçons  est un téléfilm canadien sorti en 2011.

## Synopsis
Le compagnon d'Allison, Zach est assassiné par un cambrioleur chez lui. Un homme est arrêté mais Allison pense que le coupable court toujours.

## Fiche technique
- Titre original : Look Again
- Réalisation : Jean-Marc Piché
- Scénario : Douglas Soesbe
- Photographie :
- Durée : 127 minutes
- Pays : États-Unis

## Distribution
- Morena Baccarin : Allison
- Paul Christie : Mike Caldon
- Sadie Leblanc : Nancy Cross
- Chris William Martin : Rick Palmer
- Alex Carter : acteur canadien : Stafford Keach
- Maxim Roy : Jennifer Marshall
- Susan Almgren : Myra Banning
- Susan Bain : Susan